# Дзержинский сельсовет (Нижегородская область)
Дзержинский сельсове́т — упразднённое сельское поселение в составе Перевозского района Нижегородской области России. Административный центр — посёлок Имени Дзержинского.

## История
Статус и границы сельского поселения установлены Законом Нижегородской области от 15 июня 2004 года № 60-З «О наделении муниципальных образований - городов, рабочих посёлков и сельсоветов Нижегородской области статусом городского, сельского поселения».
Законом Нижегородской области от 31 мая 2017 года № 64-З, 13 июня 2017 года были преобразованы, путём их объединения, все муниципальные образования Перевозского муниципального района — городское поселение город Перевоз, Дзержинский, Дубской, Ичалковский, Палецкий, Танайковский, Тилининский и Центральный сельсоветы — в городской округ Перевозский.

## Население
| 2002 | 2010 | 2012 | 2013 | 2014 | 2015 | 2016 |
| ---- | ---- | ---- | ---- | ---- | ---- | ---- |
| 822  | ↘646 | ↘603 | ↘577 | ↘572 | ↘553 | ↘549 |
| 2017 |      |      |      |      |      |      |
| ↘546 |      |      |      |      |      |      |

## Состав сельского поселения
| № | Населённый пункт   | Тип населённого пункта          | Население |
| - | ------------------ | ------------------------------- | --------- |
| 1 | Имени Дзержинского | посёлок, административный центр | ↘296      |
| 2 | Мармыжи            | село                            | →0        |
| 3 | Новый Путь         | посёлок                         | ↘36       |
| 4 | Ревезень           | село                            | ↘300      |
| 5 | Смородиха          | посёлок                         | ↘11       |
| 6 | Шильниково         | посёлок                         | ↗3        |

### Упразднённые населённые пункты
Деревня Владимировка.